# Lista portów lotniczych w Jordanii
Lista portów lotniczych w Jordanii, ułożonych alfabetycznie.
| Położenie       | ICAO | IATA | NAZWA LOTNISKA                   |
| Al-Kuwajra      |      |      | Port lotniczy Al-Kuwajra Highway |
| Amman           | OJAI | AMM  | Port lotniczy Amman              |
| Amman           | OJAM | ADJ  | Port lotniczy Marka              |
| Akaba           | OJAQ | AQJ  | Port lotniczy Akaba              |
| Assab           | OJHR |      | Port lotniczy H4                 |
| Azrak           |      |      | Port lotniczy Azrak Highway      |
| H5              | OJHF |      | Port lotniczy Książę Hasan       |
| Al-Mafrak       | OJMF |      | Port lotniczy Al-Mafrak          |
| Irbid           |      |      | Port lotniczy Irbid              |
| Ma’an           |      |      | Port lotniczy Ma’an              |
| Szachid Mwaffak |      |      | Port lotniczy Szachid Mwaffak    |
| Az-Zarka        |      |      | Port lotniczy Zarka              |